# Burke Ratio
Die Burke Ratio ist eine betriebswirtschaftliche Kennzahl, die als ex post-Risikomaß die Rendite eines zinstragenden Finanzinstruments oder Finanzprodukts einer Varianz von Kursverlusten gegenüberstellt.
Die Kennzahl ist nach Gibbons Burke benannt, der sie 1994 vorstellte. Sie ist eine Modifikation des Sharpe-Ratios.

## Ermittlung
Die Burke Ratio {\displaystyle BR} setzt die Überrendite {\displaystyle r_{i}^{d}} gegenüber dem risikofreien Zinssatz {\displaystyle r_{f}} ins Verhältnis zur Quadratwurzel der Summe der {\displaystyle n}-potenzierten niedrigsten Renditen beim Maximum Drawdown ({\displaystyle MDD_{iJ}^{2}}) im untersuchten Zeitraum {\displaystyle J}.
{\displaystyle BR={\frac {r_{i}^{d}-r_{f}}{{\sqrt {\sum _{J=1}^{n}}}MDD_{iJ}^{2}}}}.
Da die Burke Ratio das Quadrat der Kursverluste zugrunde legt ({\displaystyle MDD^{2}}), werden die größeren Kursverluste stärker gewichtet als die kleineren Verluste. Hiermit wird impliziert, dass wenige große Verluste ein höheres Kursrisiko bedeuten als viele kleine.
Je höher die Kennzahl ausfällt, umso besser ist die Performance eines Finanzinstruments einzustufen.

## Übersicht
Performance-Kennzahlen, die den Kursverlust (englisch drawdown) als eine der Größen beinhalten, können wie folgt unterschieden werden:
| Kursverlust                    | betriebswirtschaftliche Kennzahl |
| ------------------------------ | -------------------------------- |
| maximaler Kursverlust          | Calmar Ratio                     |
| durchschnittlicher Kursverlust | Sterling Ratio                   |
| Varianz                        | Burke Ratio                      |

Diese Kennzahlen gelten als Verfeinerung des Sharpe Ratios, das Kursgewinne und Kursverluste gleich gewichtet, obwohl das Kursrisiko des Anlegers lediglich in Kursverlusten besteht.

## Wirtschaftliche Aspekte
Eling/Schuhmacher prüften 13 Performance-Kennzahlen, darunter auch die Burke Ratio. Drei hiervon berücksichtigen lediglich den Kursverlust. Infolgedessen können jene Finanzinstrumente und Finanzprodukte, die einen Kapitalertrag und damit eine Rendite erbringen und gleichzeitig einem Kursrisiko ausgesetzt sind, vom Burke Ratio erfasst werden. Dazu gehören Aktien- bzw. Dividendenrendite und Anleihenrendite. Verzinsliche Finanzprodukte ohne Kursrisiko (wie Bankguthaben in Inlandswährung) können dagegen nicht mit dem Burke Ratio bewertet werden. 
Auch ein ganzes Portfolio (Fondsvermögen eines Investmentfonds, Sicherungsvermögen eines Versicherers oder Wertpapierdepot eines Kreditinstituts oder Privatanlegers) kann mit dem Burke Ratio gemessen werden.